# Sporaeginthus
Sporaeginthus är ett fågelsläkte i familjen astrilder inom ordningen tättingar. Släktet omfattar två arter som förekommer dels i Indien, dels i Afrika söder om Sahara:
- Guldbröstad tigerfink (S. subflavus)
- Grön tigerfink (S. formosus)

Släktet inkluderas ofta i Amandava.